# Sulfato de magnesio
El sulfato de magnesio o sulfato magnésico, de nombre común sal de Epsom, sal inglesa o sal de higuera, es un compuesto químico cuya fórmula es MgSO4·7H2O. Es una fuente de magnesio (Mg). El sulfato de magnesio sin hidratar (MgSO4) es muy poco frecuente y se emplea en la industria como agente secante. Por esta razón, cuando se dice «sulfato de magnesio» se entiende implícitamente la sal hidratada. El mismo criterio se aplica a la sal de Epsom. Para las preparaciones medicinales en las que se utilizará como solución acuosa se emplea el hidrato, porque los cristales hidratados de esta sal, que no son delicuescentes, pueden pesarse con escaso error y ser sometidos sin mayores inconvenientes a los procesos de control de calidad en la manufactura.

## Origen
La sal de Epsom fue elaborada originariamente mediante cocimiento de las aguas minerales de la comarca cercana a Epsom, Inglaterra, y luego preparada a partir del agua marina. En tiempos posteriores las sales se obtuvieron de un mineral denominado epsomita.

## Elaboración
El sulfato magnésico puede elaborarse a partir de magnesio y ácido sulfúrico, según la siguiente reacción: 
{\displaystyle \mathrm {Mg+H_{2}SO_{4}\rightarrow H_{2}+MgSO_{4}} }
También partiendo de los óxidos de magnesio o de sus hidróxidos, más ácido sulfúrico:
{\displaystyle \mathrm {MgO+H_{2}SO_{4}\rightarrow H_{2}O+MgSO_{4}} }
{\displaystyle \mathrm {Mg(OH)_{2}+H_{2}SO_{4}\rightarrow 2H_{2}O+MgSO_{4}} }

## Hidratos
El sulfato de magnesio puede cristalizar en varios hidratos, como por ejemplo:
- Anhidro, MgSO
4; inestable en la naturaleza, se hidrata para formar epsomita.[3]
- Monohidrato, MgSO
4·H2O; kieserita, cristal monoclinico.[4]
- MgSO
4·1.25H2O o 8MgSO
4·10H2O.[5]
- Dihidrato, MgSO
4·2H2O; sanderita, cristal ortorrómbico.
- MgSO
4·2.5H2O o 2MgSO
4·5H2O.[5]
- Trihidrato, MgSO
4·3H2O.[5]
- Tetrahidrato, MgSO
4·4H2O; starkeyita, cristal monoclínico.[6]

- Pentahidrato, MgSO
4·5H2O; pentahidrita, cristal triclínico.[4]
- Hexahidrato, MgSO
4·6H2O; hexahidrita, cristal monoclínico.
- Heptahidrato, MgSO
4·7H2O ("sal de Epsom"); epsomita, cristal ortorrómbico.[4]
- Enneahidrato, MgSO
4·9H2O, cristal monoclínico.[7]
- Decahidrato, MgSO
4·10H2O.[6]
- Undecahidrato, MgSO
4·11H2O; meridianiita, cristal triclínico.[6]

Hasta 2017, la existencia de un posible  decahidrato no ha podido ser demostrada.
Todos los hidratos pierden agua cuando se calientan. Más allá de 320 °C, solo es estable la forma anhidra. La forma anhidra se descompone sin fundirse a 1124 °C en óxido de magnesio (MgO) y óxido de azufre(VI) (SO
3).

### Heptahidrato
El heptahidrato toma su nombre común "sal de Epsom" de un manantial salino amargo de Epsom en Surrey, Inglaterra, donde la sal se producía a partir de los manantiales que surgen donde la creta de los North Downs se encuentra con la impermeable Arcilla de Londres.
El heptahidrato pierde fácilmente un equivalente de agua para formar el hexahidrato.
Es una fuente natural de magnesio y azufre. Las sales de Epsom se utilizan habitualmente en sales de baño, exfoliantes, relajantes musculares y analgésicos. Sin embargo, estas son diferentes de las sales de Epsom que se utilizan para jardinería, ya que contienen aromas y perfumes no adecuados para las plantas.

### Monohidrato
El sulfato de magnesio monohidratado, o kieserita, puede prepararse calentando el heptahidrato a 120 °C. El calentamiento posterior a 250 °C da sulfato de magnesio anhidro. La kieserita presenta simetría monoclínica a presiones inferiores a 2,7 GPa, tras lo cual se transforma en fase de simetría triclínica.

### Ondecahidrato
El undecahidrato MgSO
4·11H2O, meridianita, es estable a presión atmosférica sólo por debajo de 2 °C. Por encima de esa temperatura, se licua en una mezcla de heptahidrato sólido y una solución saturada. Tiene un punto eutéctico con agua a -3,9 °C y 17,3 % (masa) de MgSO
4. Se pueden obtener cristales grandes a partir de soluciones de la concentración adecuada mantenidas a 0 °C durante unos días.
A presiones de alrededor de 0,9 GPa y a 240 K, la meridianiita se descompone en una mezcla de hielo VI y el eneahidrato MgSO
4·9H2O.

### Enneahidrato
El enneahidrato de MgSO4 (MgSO4·9H2O) fue apenas descubierto accidentalmente en 2017 y caracterizado con difracción de rayos X y difracción de neutrones debido a la complejidad de su síntesis, necesitando de un enfriamiento rápido de una solución sobresaturada a 373–383 K con nitrógeno liquido o de la descomposición del ondecahidrato a 0,9 GPa y 240 K.
La estructura es monoclínica, con parámetros de celda unitaria a 250 K: a = 0,675 nm, b = 1.195 nm, c = 1.465 nm, β = 95.1°, V = 1.177 nm3 con Z = 4. El grupo espacial más probable es P21/c. El selenato de magnesio también forma un eneahidrato MgSeO
4·9H2O, pero con una estructura cristalina diferente.

## Apariencia natural
Como los iones Mg2+ y SO2−
4 son respectivamente el segundo catión y anión más abundantes presentes en el agua de mar después del Na+
 y el Cl−
, los sulfatos de magnesio son minerales comunes en ambientes geológicos. Su aparición está relacionada principalmente con procesos supergénicos. Algunos de ellos son también constituyentes importantes de evaporitas, depósitos de sales de potasio-magnesio (K-Mg).
Puntos brillantes observados por la  nave espacial Dawn en el  cráter Occator del planeta enano Ceres son más consistentes con la luz reflejada del hexahidrato de sulfato de magnesio.
Casi todas las formas mineralógicas conocidas de MgSO
4 son hidratos. La epsomita es el análogo natural de la "sal de Epsom". La meridianita, MgSO
4·11H2O, se ha observado en la superficie de lagos helados y se cree que también existe en Marte. La hexahidrita es el siguiente hidrato inferior. Los tres siguientes hidratos inferiores - pentahidrita, starkeyita, y especialmente sanderita - son raros. La kieserita es un monohidrato y es común entre los depósitos evaporíticos. Se ha descrito sulfato de magnesio anhidro en algunas  escombreras de carbón en combustión.

## Usos de la sal

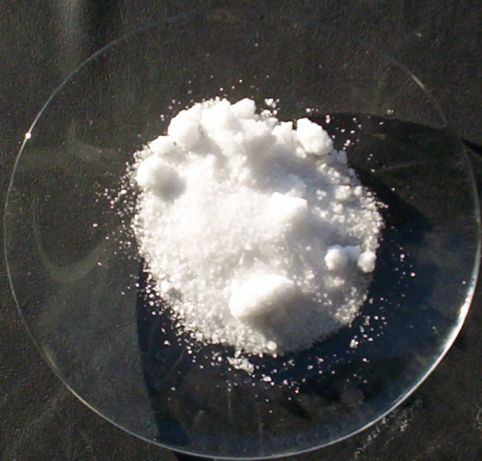
Sales de Epsom

### Uso agrario
En agricultura y jardinería el sulfato de magnesio se emplea como corrector de la deficiencia de magnesio en el suelo (el magnesio es un elemento esencial en el proceso de la molécula de clorofila). Es común su aplicación en el cultivo de plantas en huerto o en maceta cuando sus suelos carecen de suficiente magnesio, por ejemplo para patatas, rosas, y tomates. La ventaja del sulfato magnésico sobre otros aditivos de magnesio para el suelo, es su alta solubilidad.

### Uso medicinal
El magnesio ha mostrado tener efectos benéficos al producir relajación del músculo estriado y disminución de la inflamación. Por lo tanto se usa local o tópico para tratamiento de procesos inflamatorios por traumas o para la uña encarnada. Las sales de Epsom también están disponibles en forma de gel para aplicación tópica sobre heridas y áreas doloridas. 
En administración intravenosa se emplea frecuentemente para reducir la intensidad de los calambres. Igualmente es indicado como tratamiento de torsades de pointes (taquiarritmia ventricular) a dosis de 2 g/100 ml cada dos minutos vía endovenosa.
El sulfato de magnesio oral y el hidróxido de magnesio se emplean como laxante para las embarazadas y también es utilizado durante el embarazo para la prevención de las crisis convulsivas o el coma conocidos como eclampsia. Además, puede ser utilizado como broncodilatador —luego de que las drogas betaagonistas y anticolinérgicas han producido una desensibilización de sus respectivos receptores— en las exacerbaciones severas del asma. También puede ser empleado en forma de nebulizaciones para aliviar los síntomas del asma, o suministrarlo en vía intravenosa para tratar casos de crisis asmáticas severas.

### Otros usos médicos
El sulfato de magnesio se emplea además como sales de baño, particularmente en la terapia de flotación, porque altas concentraciones de esta sal disuelta en agua aumentan la densidad de la solución, lo que hace que un cuerpo humano flote como una boya. Tradicionalmente se ha empleado para preparar pediluvios (baños de pies) con propósitos de relajación, también ayuda en la buena circulación. En algunas partes del mundo (como en Nueva Zelanda) se añade a las bebidas caseras; en este caso el radical sulfato no es importante, porque es el magnesio el que proporciona un sabor entre ácido y amargo, debido a su ion Mg2+ que actúa como saborizante. El sulfato de magnesio se clasifica y prepara con diversos grados de pureza, de acuerdo con sus distintos usos. No debe confundirse el grado agrícola, utilizado en el campo, almacenado junto a pesticidas y otros productos agrarios, con el de grado alimentario o el farmacéutico, los que deben cumplir con las distintas normas del grado de pureza exigido.

### Agricultura
En agricultura, el sulfato de magnesio se utiliza para aumentar el contenido de magnesio o azufre del suelo. Se aplica más comúnmente a las plantas en maceta, o a los cultivos hambrientos de magnesio como patatas, tomates, zanahorias, pimientos,  limones, y rosas. La ventaja del sulfato de magnesio sobre otras  enmiendas del suelo de magnesio (como cal dolomítica) es su alta solubilidad, que también permite la opción de fertilización foliar. Las soluciones de sulfato de magnesio también tienen un pH casi neutro, en comparación con las sales de magnesio de ligeramente alcalino que se encuentran en la piedra caliza; por lo tanto, el uso de sulfato de magnesio como fuente de magnesio para el suelo no cambia significativamente el pH del suelo. Contrariamente a la creencia popular de que el sulfato de magnesio es capaz de controlar plagas y babosas, ayuda a la germinación de las semillas, produce más flores, mejora la absorción de nutrientes y es respetuoso con el medio ambiente, no cumple ninguna de las supuestas afirmaciones excepto corregir la deficiencia de magnesio en los suelos. El sulfato de magnesio puede incluso contaminar el agua si se utiliza en cantidades excesivas.
El sulfato de magnesio se utilizó históricamente como tratamiento para la intoxicación por plomo antes del desarrollo de la terapia de quelación, ya que se esperaba que cualquier plomo ingerido fuera precipitado por el sulfato de magnesio y posteriormente purgado del sistema digestivo. Esta aplicación tuvo un uso especialmente extendido entre los veterinarios a principios y mediados del siglo XX; la sal de Epsom ya estaba disponible en muchas granjas para uso agrícola, y a menudo se prescribía en el tratamiento de animales de granja que ingerían plomo inadvertidamente.

### Preparación alimenticia
El sulfato de magnesio se utiliza como:
- Elaboración de cerveza; como sal en la fabricación de la cerveza[16]
- Coagulante para hacer tofu[17]
- Sustituto de la sal

### Química
El sulfato de magnesio anhidro se utiliza habitualmente como desecante en síntesis orgánica debido a su afinidad por el agua y su compatibilidad con la mayoría de los compuestos orgánicos. Durante el work-up, una fase orgánica se trata con sulfato de magnesio anhidro. El sólido hidratado se elimina por filtración, decantación, o por destilación (si el punto de ebullición es lo suficientemente bajo). Otras sales inorgánicas de sulfato como el sulfato sódico y el sulfato cálcico pueden utilizarse de la misma manera.

### Construcción
El sulfato de magnesio se utiliza para preparar cementos específicos mediante la reacción entre óxido de magnesio y una solución de sulfato de magnesio, que tienen una buena capacidad aglutinante y son más resistentes que el cemento Portland. Este cemento se utiliza principalmente en la fabricación de paneles aislantes ligeros. La debilidad en la resistencia al agua limita su uso.
El sulfato de magnesio (o de sodio) también se utiliza para comprobar la solidez de los agregados de acuerdo con la norma ASTM C88, cuando no existen registros de servicio del material expuesto a condiciones reales de intemperie. El ensayo se realiza por inmersión repetida en soluciones saturadas seguida de secado en estufa para deshidratar la sal precipitada en espacios porosos permeables. La fuerza expansiva interna, derivada de la rehidratación de la sal al volver a sumergirla, simula la expansión del agua al  congelarse.
El sulfato de magnesio también se utiliza para probar la resistencia del hormigón al ataque externo de sulfato (ESA).

## Galería

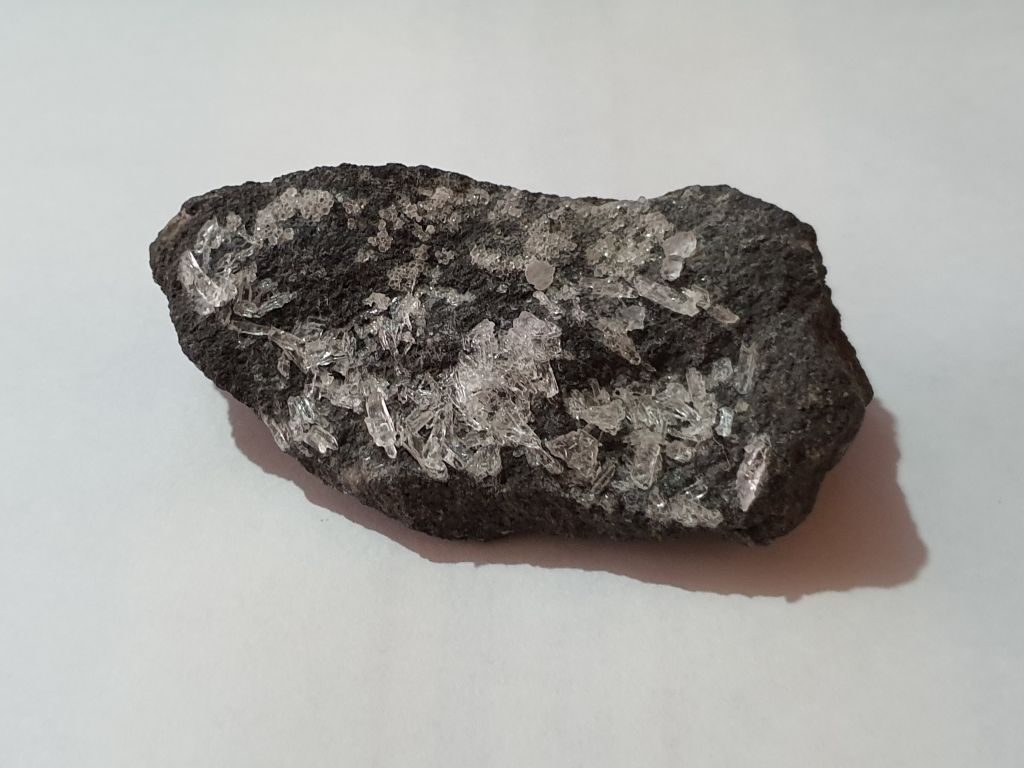
Roca con cristales de sulfato de magnesio